# آزمایش هسته‌ای کره شمالی (سپتامبر ۲۰۱۶)
دولت کره شمالی در ۹ سپتامبر ۲۰۱۶، پنجمین انفجار هسته ای در سایت آزمایش هسته‌ای پونگی-ری را انجام داد. این آزمایش با سرپیچی از جامعه بین‌المللی انجام شد، محکومیت گسترده بین‌المللی را برانگیخت.
شورای امنیت سازمان ملل متحد این آزمایش را محکوم کرد و گفت که با فشار آمریکا، بریتانیا و فرانسه برای تحریم‌های جدید، قطعنامه جدیدی را تدوین خواهد کرد. اشتون کارتر، وزیر دفاع ایالات متحده آمریکا در یک کنفرانس مطبوعاتی گفت: «چین مسئولیت مهمی در قبال این تحول بر عهده دارد و سهیم است و مسئولیت مهمی برای بازگرداندن آن دارد». چین حمایت خود از تحریم‌های شدیدتر را تأیید نکرد. تاداشی کیمیا، استاد دانشگاه توکیو، به رویترز گفت: «تحریم‌ها قبلاً تقریباً بر هر چیزی ممکن اعمال شده است، بنابراین سیاست در بن‌بست است. در واقع، ابزارهایی که ایالات متحده، کره جنوبی و ژاپن می‌توانند بر کره شمالی فشار بیاورند، دارند. به مرزهای خود رسیدند».
باراک اوباما، رئیس‌جمهور آمریکا، پارک گون هه، رئیس‌جمهور کره جنوبی و شینزو آبه، نخست‌وزیر ژاپن، توافق کردند که به‌طور مشترک «گام‌های مهم دیگری از جمله تحریم‌های جدید بردارند تا به کره شمالی نشان دهند که اقدامات غیرقانونی و خطرناک این کشور عواقبی دارد». ایالات متحده، کره جنوبی و ژاپن بلافاصله جلسه اضطراری شورای امنیت سازمان ملل متحد را تشکیل دادند. در بیانیه ای که در ۹ سپتامبر منتشر شد، شورا به شدت این آزمایش را محکوم کرد و گفت که در پاسخ به آن «اقدامات مهم بیشتری» اتخاذ خواهد کرد، همان‌طور که در قطعنامه قبلی متعهد شده بود در صورت تکرار مجدد تخلف انجام دهد. در این بیانیه آمده که اقدامات غیرنظامی مانند تحریم‌ها بر اساس ماده ۴۱ منشور ملل متحد انجام خواهد شد.